# Samin Gómez Briceno
Samin Gómez Briceno (4 februari 1992) is een Venezolaans autocoureur.

## Carrière

### Formule Pilota China
Gómez begon haar carrière in het karting in 2006. Hier bleef ze rijden tot 2010. In 2011 stapte ze over naar het formuleracing in de Formula Pilota China voor het team Jenzer Welch Asia Racing. Ze nam in slechts 3 van de 6 ronden van het kampioenschap deel. Ze eindigde als tiende in het kampioenschap met 16 punten. Een derde plaats in de eerste race op het Sepang International Circuit was haar beste resultaat.

### Formule Abarth
In 2012 stapte Gómez over naar de Formule Abarth, waar ze ook voor Jenzer Motorsport reed. Ze eindigde hier als zevende in het kampioenschap met 123 punten. Haar beste resultaat was tweemaal een derde plaats op het Circuit Ricardo Tormo Valencia en het Autodromo Enzo e Dino Ferrari.

### GP3
In 2013 stapte Gómez over naar de GP3 Series, waar ze ook voor Jenzer reed. Met een dertiende plaats tijdens het eerste raceweekend op het Circuit de Catalunya als beste resultaat eindigde ze zonder punten als 26e in het kampioenschap.
In 2015 keert Gómez terug in de GP3, waarbij ze instapt bij het team Campos Racing.

### Auto GP
In 2014 had Gómez geen vast racezitje, maar nam ze wel deel aan de raceweekenden op het Autodromo Nazionale Monza en het Autodromo Enzo e Dino Ferrari in de Auto GP voor het team Zele Racing. Ze haalde slechts één keer de finish met een negende plaats op Monza, waardoor ze met twee punten als twintigste in het kampioenschap eindigde.